# Anne Briggs
Anne Patricia Briggs (* 29. September 1944 in Toton, Nottinghamshire) ist eine englische Folk-Sängerin, die in den 1960er und 1970er Jahren auftrat. Sie zog sich schließlich zurück und betrieb eine Großgärtnerei.

## Diskografie
- The Hazards of Love (EP, 1966)
- Anne Briggs (1971)
- The Time Has Come (1971)
- Sing a Song for You (1973)
- A Collection (Topic Records, 1999)
- An Introduction to Anne Briggs (Topic Records, 2018)